# Tilos
Tilos, antiguamente Telos (en griego, Τῆλος; en turco, İlyaki, en italiano: Piscopi), es una isla griega del archipiélago del Dodecaneso, situada entre Rodas y Nisiros. La capital es Megalo Jorio, antes nombrada igualmente Tilos (o Telos).

## Historia
De esta isla, antiguamente conocida como Agathusa, eran originarios los antepasados de Gelón, tirano de Siracusa.
La ciudad de Telos, que estaba situada en la parte norte de la isla, perteneció a la Liga de Delos puesto que aparece en los registros de tributos de Atenas, aunque solo en dos ocasiones: el del año 427/6 a. C. (o 426/5) y el del año 415/4 a. C. Se atestigua el culto en Telos a Atenea, Zeus y Poseidón.
A partir del año 404 a. C. perteneció a Esparta hasta que en el año 394 a. C. una expedición de Farnabazo y Conón indujo a los habitantes de Telos, al igual que a los de Cos y Nísiros, a que hicieran defección de Esparta.
En el Periplo de Pseudo-Escílax se la menciona dentro de las islas habitadas de la zona de Caria.
Se conservan monedas de Telos desde el siglo IV a. C.